# La Toya Jackson
La Toya Yvonne Jackson (Gary (Indiana), 29 mei 1956) is een Amerikaanse zangeres. Ze is het vijfde kind van Joseph Jackson en Katherine Jackson en een zus van onder anderen Michael en Janet Jackson.

## Levensloop
La Toya Jackson werd in 1956 geboren op de zesde verjaardag van haar zus Rebbie. Net als haar broers en zussen werd ze opgevoed met de missie om carrière te maken in de muziekwereld. Als tapdanseres trad ze vanaf 1974 veelvuldig op met haar broers (The Jackson 5). Daarna verscheen ze tevens in de tv-serie The Jacksons. Een idee van haar vader om Rebbie, La Toya en Janet een vrouwelijke Jackson-groep te laten vormen, kwam nooit van de grond.

### Eerste albums
In 1980 verscheen Jacksons titelloze debuutalbum, dat in de Verenigde Staten een bescheiden succes werd. De eerste single van het album, If You Feel The Funk, werd een top 10-hit in België en behaalde de 18e plaats in de Nederlandse Top 40. De tweede single Night Time Lover, waar haar broer Michael als schrijver, producer en achtergrondzanger aan meewerkte, flopte echter.
Na haar redelijk succesvolle tweede album My Special Love (1982) bracht Jackson in 1984 het album Heart Don't Lie uit, waarvan de titelsong haar grootste hit werd in de Amerikaanse Billboard Hot 100. Aan het album werkten zowel Michael als Tito Jackson mee. Het nummer Reggae night, waaraan La Toya zelf had meegeschreven, werd uiteindelijk niet voor het album geselecteerd, maar wel een grote internationale hit in de versie van Jimmy Cliff.
In 1985 zong Jackson mee op de wereldwijde nummer 1-hit  We Are the World van USA for Africa. Een jaar later kwam haar vierde album Imagination (1986) uit, dat door financiële problemen van de platenmaatschappij echter nauwelijks gepromoot kon worden en daardoor amper werd opgemerkt.

### Huwelijk en imagoschade
In 1987 besloot Jackson op eigen benen te gaan staan. Ze verliet haar vaders management en verhuisde van het ouderlijk huis in Californië naar New York. Voor haar album La Toya (1988) strikte ze de medewerking van bekende namen als Stock, Aitken & Waterman en Full Force. Met de single You're Gonna Get Rocked! scoorde ze dat jaar opnieuw een hit.
Onder haar nieuwe manager Jack Gordon, met wie ze in 1989 in het huwelijk trad, nam Jackson een rebels en seksueel imago aan en begon ze zich steeds meer van haar familie te distantiëren. Veel opschudding ontstond toen ze in maart 1989 poseerde voor Playboy. Kort daarna nam ze voor het Duitse Teldec-platenlabel een album op met de veelzeggende titel Bad Girl. Dit album werd echter nooit op dat label uitgebracht, maar verscheen een jaar later op het Italiaanse label Sherman Records nadat ze met een van de nummers van het album (You and me) had deelgenomen aan het Festival van San Remo. Vervolgens werd het album gelicenseerd aan honderden kleine labels en nog vele malen onder verschillende namen uitgegeven.
In 1991 verscheen Jackson opnieuw in de Playboy en kwam haar zevende album No Relations uit. Zowel met de single Sexbox als met een remix van Oops, Oh No! (oorspronkelijk een duet met Cerrone uit 1986) scoorde ze een hit in Nederland. Met haar eigen show Formidable stond ze vervolgens gedurende vier maanden op de planken van de beroemde Moulin Rouge in Parijs. Ze diende er haar contract echter niet uit, waardoor ze in zware financiële moeilijkheden verzeild raakte.

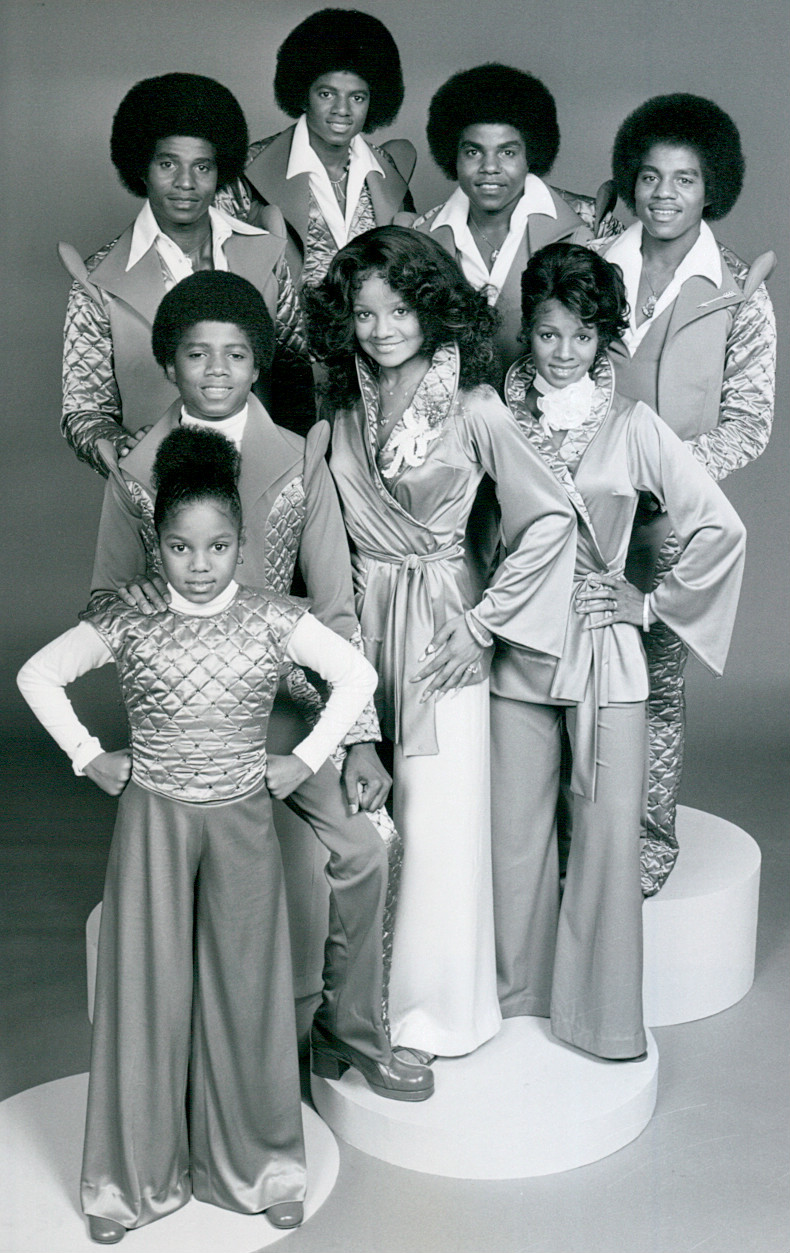
La Toya Jackson (centraal) tussen haar broers en zussen in 1977.

Jacksons imago werd over het algemeen steeds negatiever. In de pers werden haar schandalen breed uitgemeten en werd ze afgeschilderd als de minst talentvolle van de Jackson-familie, aangezien ze nooit een écht grote commerciële hit had gehad. Haar albums From Nashville To You (een compilatie met countrymuziek uit 1994) en Stop In The Name Of Love (een compilatie covers van Motown-hits uit 1995) sloegen nergens aan. In interviews stonden intussen ook niet meer haar werkzaamheden als zangeres centraal, maar roddels over haar familieleden. Toen haar broer Michael in 1993 werd beschuldigd van kindermisbruik, gaf ze publiekelijk aan dat die aantijgingen waar waren. In haar autobiografie Growing Up in the Jackson Family uit 1991 ging ze in op de persoonlijke levens van haar broers en zussen en onthulde ze dat haar vader Joseph Jackson fysiek geweld tegen haar gebruikte in haar kindertijd. Later stelde ze door haar vader destijds ook seksueel misbruikt te zijn.
Toen haar (kinderloze) huwelijk met Jack Gordon na een rechtszaak in 1998 ten einde kwam, werd bekend dat Jackson jarenlang door hem mishandeld werd, zowel fysiek als psychisch. Ze verklaarde dat hij haar volledig in haar macht had en dat verschillende van haar activiteiten onder zijn dwang hadden plaatsgevonden, waaronder het optreden in een pornografische video voor Playboy in 1994. Ook het huwelijk zelf zou tegen haar wil zijn gesloten. Gordon was tevens degene die Jackson dwong om alle contacten met haar familieleden te verbreken en de aanstichter van vele beschuldigingen die zij door de jaren heen tegen hen had geuit. Na de scheiding verzoende Jackson zich weer met haar familie. Gordon overleed in 2005 aan kanker.

### Latere carrière
Na het beëindigen van haar huwelijk stonden Jacksons muzikale activiteiten enkele jaren op een laag pitje, al werd in 1998 voor de Duitse markt nog een single uitgebracht in samenwerking met Tom Beser. Begin 2002 verscheen ze voor het eerst weer in de media met een tell-all-interview bij Larry King.
Jackson begon te werken aan een nieuw muzikaal project, getiteld Starting Over, waarvan in 2003 een promosingle verscheen: 
Just Wanna Dance. Om het verband met haar negatieve imago te vermijden, werd dit nummer niet uitgebracht onder haar volledige naam, maar onder haar bijnaam "Toy". Hiermee slaagde ze erin om na een lange afwezigheid weer op te duiken in de Amerikaanse hitlijsten: Just Wanna Dance bereikte de 14de plaats van de Billboard Hot Dance Music/Club Chart. Een tweede promosingle, Free the World, behaalde in diezelfde lijst een vergelijkbaar succes. De release van het album Starting Over werd desondanks meermaals uitgesteld en verscheen pas in 2011 als ep. In datzelfde jaar bracht Jackson onder dezelfde titel haar tweede autobiografie uit.
Jackson nam sinds 2007 deel aan verschillende televisieshows, waaronder Armed & Famous (2007), de Britse versie van Celebrity Big Brother (2009), Celebrity Apprentice (2011) en de Amerikaanse, Spaanse en Australische versies van The Masked Singer (2019, 2021, 2023). Tussen 2013 en 2014 had ze tevens haar eigen realityserie, Life with La Toya, waarvan twee seizoenen werden uitgezonden op Oprah Winfrey Network.

## Discografie

### Albums
- La Toya Jackson (1980)
- My Special Love (1982)
- Heart Don't Lie (1984)
- Imagination (1986)
- La Toya (alternatieve titel: You're Gonna Get Rocked) (1988)
- Bad Girl (1990)
- No Relations (1991)
- From Nashville To You: My Country Collection (1994)
- Stop In The Name Of Love (1995)
- Starting Over (2011, ep)

### Singles
- If You Feel The Funk (1980)
- Night Time Lover (1980)
- Stay The Night (1981) (cover van een nummer van Billy Ocean)
- I Don't Want You to Go (1981)
- Bet 'Cha Gonna Need my Lovin' (1983)
- Heart Don't Lie (1984)
- Hot Potato (1984)
- Private Joy (1984)
- Baby Sister (1985) (alleen in Japan)
- He's A Pretender (1986) (alleen in Europa)
- Imagination (1986)
- Oops Oh No! (1986) (duet met Cerrone)
- (Ain't Nobody Loves You) Like I Do (1987) (alleen in Europa)
- (Tell Me) She Means Nothing To You At All (1987) (alleen in Frankrijk)
- You're Gonna Get Rocked! (1988)
- Such A Wicked Love (1988) (alleen in de VS)
- You Blew (1988) (alleen in Duitsland)
- Bad Girl (1989)
- Sexual Feeling (1990) (alleen in Nederland en Italië)
- You and Me (1990)
- Why Don't You Want My Love? (1991)
- Oops, Oh No! (1991) (remix, alleen in Nederland)
- Sexbox (1991)
- Let's Rock The House (1992) (alleen in Nederland)
- I Can't Help Myself (1996) (alleen in Duitsland)
- Don't Break My Heart (1998) (duet met Tom Beser)
- Just Wanna Dance (2003) (promosingle, alleen in de VS)
- Free The World (2004) (promosingle, alleen in de VS)
- Home (2009)
- Feels Like Love (2014)
- Trouble (2015)

## Hitnoteringen
| Single met eventuele hitnotering(en) in de Nederlandse Top 40 | Datum van verschijnen | Datum van binnenkomst | Hoogste positie | Aantal weken | Opmerkingen                      |
| ------------------------------------------------------------- | --------------------- | --------------------- | --------------- | ------------ | -------------------------------- |
| If You Feel The Funk                                          | 1980                  | 20-12-1980            | 18              | 9            | Nr. 13 in de Nationale Hitparade |
| You're Gonna Get Rocked!                                      | 1988                  | -                     | -               | -            | Nr. 82 in de Nationale Hitparade |
| Oops, Oh No!                                                  | 1991                  | 12-10-1991            | tip: 7          | -            | Nr. 41 in de Nationale Hitparade |
| Sexbox                                                        | 1991                  | 26-10-1991            | 25              | 4            | Nr. 23 in de Nationale Hitparade |

| Single met hitnotering(en) in de Vlaamse Ultratop 50 | Datum van verschijnen | Datum van binnenkomst | Hoogste positie | Aantal weken | Opmerkingen |
| ---------------------------------------------------- | --------------------- | --------------------- | --------------- | ------------ | ----------- |
| If You Feel The Funk                                 | 1980                  | 27-12-1980            | 9               | 11           |             |
| You're Gonna Get Rocked!                             | 1988                  | 29-10-1988            | 35              | 1            |             |

- Bibsys: 14031624
- Biblioteca Nacional de España: XX978734
- Bibliothèque nationale de France: cb12240132h (data)
- CiNii: DA05907507
- Gemeinsame Normdatei: 118998927
- International Standard Name Identifier: 0000 0001 1780 0205
- Library of Congress Control Number: n91011953
- Nationale Bibliotheek van Letland: 000005429
- MusicBrainz: 7a0a724b-6c98-4a7a-9991-2faf659d3f8b
- Bibliotheek van het Japanse parlement: 00468847
- Nationale Bibliotheek van Tsjechië: xx0035398
- Nationale Bibliotheek van Israël: 987007399294805171
- Nationale Bibliotheek van Polen: a0000001179536
- Nederlandse Thesaurus van Auteursnamen: 089382013
- Trove: 1136859
- Virtual International Authority File: 42145971477332331954
- WorldCat: E39PBJtRKptRVFXx6bBC67QjG3